# Вікторіано Санчес Армініо
Вікторіано Санчес Армініо (ісп. Victoriano Sánchez Arminio, 26 червня 1942, Сантандер, Кантабрія — 21 травня 2023, там само) — іспанський футбольний арбітр. З 1993 по 2018 рік був президентом технічного комітету суддів Королівської іспанської футбольної федерації.

## Біографія

### Як арбітр

#### В Іспанії
Санчес Армініо як головний арбітр дебютував у вищому дивізіоні Іспанії, в сезоні 1976/77. Дебютним матчем була гра між «Малагою», і «Саламанкою» 11 вересня 1976 року, після чого працював у Прімері протягом тринадцять сезонів поспіль, відсудивши в цілому 149 матчів до свого уходу на пенсію через вік в 1989 році.
Протягом своєї кар'єри він був призначений арбітром трьох фіналів Кубка Іспанії у 1982, 1986 та 1989 роках, останній з яких став його прощальним матчем

#### Міжнародний
У 1978 році став міжнародним арбітром, а в 1981 році отримав статус арбітра ФІФА. Наступного року працював як боковий арбітр на чемпіонаті світу в Іспанії 1982 року у суддівській бригаді свого співвітчизника Аугусто Ламо Кастільйо.
У 1984 році Вікторіано працював головним арбітром на Олімпіаді в Лос-Анджелесі, а через рік — на молодіжному чемпіонаті світу в СРСР.
У 1986 році вже як головний арбтр поїхав на чемпіонат світу в Мексиці де відсудив матч першого раунду між Аргентиною та Південною Кореєю.
У 1989 році судив другий матч фіналу Кубка УЄФА між «Наполі» та «Штутгартом».

### Як функціонер
Як тільки Вікторіано вийшов у відставку, президент Іспанської футбольної федерації Анхель Марія Вільяр зробив його членом Комітету з призначення арбітрів. 15 березня 1993 року Вільяр сам призначив його президентом вищого арбітражного органу в іспанському футболі, Технічного комітету арбітрів (Comité Técnico de Árbitros, тоді — Національного комітету суддів). 18 травня 2018 року заявив про свою відставку після 25 років перебування на посаді.
Він також був інструктором ФІФА для арбітрів.

## Нагороди
- Премія Don Balón (1): 1988/89.
- Золотий свисток Прімери (1): 1981
- Срібний свисток Прімери (2): 1978, 1986